# Wisen
Wisen är en ort och kommun i distriktet Gösgen i kantonen Solothurn, Schweiz. Kommunen har 443 invånare (2023).